# Justicia kulalensis
Justicia kulalensis är en akantusväxtart som beskrevs av Vollesen. Justicia kulalensis ingår i släktet Justicia och familjen akantusväxter. Inga underarter finns listade i Catalogue of Life.